# Pompier
Pour les articles homonymes, voir Pompier (homonymie).
Un pompier est une personne qui a pour vocation principale de combattre le feu, mais qui est aussi apte à offrir une gamme de secours de diverses natures (inondations, accidents, sauvetages, secours et assistance à personnes, etc.). Sa mission principale est de secourir les personnes, protéger les biens et l'environnement. La lutte contre l'incendie ne représente qu'un très faible pourcentage de ses interventions. 
Sapeur-pompier est un métier de la sécurité civile. Les services ou corps auxquels ils appartiennent ont des noms variables selon les pays : zones de secours (ZS) en Belgique, Service départemental d'incendie et de secours (SDIS) en France, Corps grand-ducal d'incendie et de secours (CGDIS) au Luxembourg, Service d'incendie et de secours (SIS) en Suisse, etc. mais le nom le plus courant et relativement universel reste « pompier ».

## Étymologie

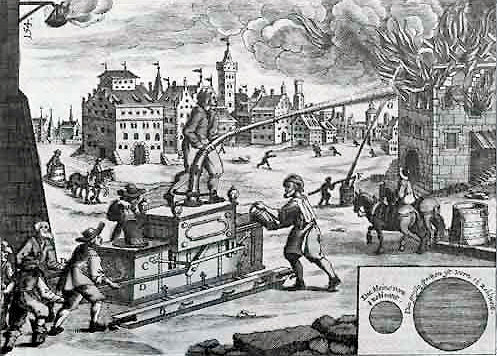
Utilisation d'une pompe à incendie au XVIIe siècle.

Le péril du feu ayant toujours menacé les infrastructures humaines (bâtiments, cultures…), il n’est pas étonnant d’avoir retrouvé des traces d’organisation de lutte contre l’incendie au cours des fouilles archéologiques et dans les archives historiques.
Ainsi, dans la Rome antique, on trouve trace d’un rôle de mécanicien spécialisé dans le fonctionnement des pompes. Les pompes à bras d'extinction des incendies ne sont alors qu'un cas particulier de pompe à bras (avant l'arrivée des pompes à vapeur, puis à moteur à combustion interne).
Des groupes civils sont souvent constitués pour manipuler et maintenir en état ces appareils, comme en France, avec les « gardes pompiers » responsables des pompes à incendie. Par métonymie, « pompier » désigne par la suite la personne préposée à l'extinction des feux, oblitérant son sens premier de responsable du matériel.
En France et dans les pays francophones, le nom composé « sapeur-pompier » témoigne d’une double filiation civile et militaire ayant présidé à la constitution d’un corps unifié, destiné à la lutte contre l’incendie,.
L'expression « soldat du feu » est une autre manière de mettre l’accent sur le rôle de lutte contre le péril du feu ; elle est par exemple clairement aperçue dans les mots anglais fireman (« homme du feu ») et fire fighter (« combattant du feu »), et en allemand Feuerwehr (« défense du feu »).
Au cours du XXe siècle, la part de la lutte contre l'incendie dans les activités des pompiers modernes est en régression, en raison de l'amélioration des normes de construction, des règlements de sécurité et de la sensibilisation des populations. En France par exemple, elle ne représente plus qu'environ 7 % des interventions, au profit du secours à la personne (urgences vitales, interventions en milieux périlleux…) et de la lutte contre les désordres naturels (risques chimiques, catastrophes naturelles…).
Par glissement sémantique, les termes « pompier » et « sapeur-pompier » ne sont donc plus seulement et directement reliés à la notion de pompe et de lutte contre l’incendie par usage de moyens en eau.

## Histoire

### Antiquité
L'histoire de la lutte organisée contre les incendies commence au temps de l'Égypte et de la Grèce anciennes, où des gardes et rondes de nuit étaient effectuées et où des pompes manuelles auraient été employées pour éteindre des incendies. Cependant, de telles tentatives étaient d'une ampleur limitée lorsqu'elles sont comparées aux grandes organisations qui se sont développées ensuite à Rome et dans de nombreuses autres villes. La première brigade de pompiers romains (les vigiles urbani) a été fondée avec pour mission de combattre le feu au moyen de seaux et de pompes pour transporter l'eau, mais également de divers outillages incluant les siphonnes (pompes perfectionnées par Ctésibios vers 130 av. J.-C., ancêtres de la pompe à bras) jusqu'aux catapultes permettant de détruire les maisons avant l'arrivée des flammes afin de contenir le foyer de l'incendie. Les cohortes urbaines sous l'empereur Auguste sont chargées de la prévention et de la surveillance.
Rome a subi de nombreux incendies d'une ampleur importante, notamment le plus connu qui commença aux abords du Circus Maximus le 19 juillet 64 et détruisit plus des deux tiers de la ville de Rome. Le peuple qui cherchait un responsable pour ce désastre se tourna vers l'empereur Néron qui était suspecté de vouloir immortaliser son nom en renommant Rome Neropolis. Celui-ci rejeta finalement la responsabilité sur une petite communauté orientale, celle des chrétiens. On[Qui ?] raconte à propos de cet incendie qu'un Romain serait devenu très riche en achetant des propriétés lors de l'avancée des flammes et utilisant des équipes d'esclaves pour lutter contre l'incendie afin de préserver ses nouvelles acquisitions des flammes.
Il n'est pas connu de système de lutte contre l'incendie en Gaule.
On peut tout de même mentionner la découverte d'une pompe hydraulique à piston en bois à Périgueux, ainsi que la mention fréquente d'artisans regroupés en collège, appelés centonarii, qui étaient soit fabricants de toile, ou qui participaient à l'extinction des feux à l'aide de celles-ci (Nice, Vaison, Lyon etc).

### Moyen Âge et temps modernes

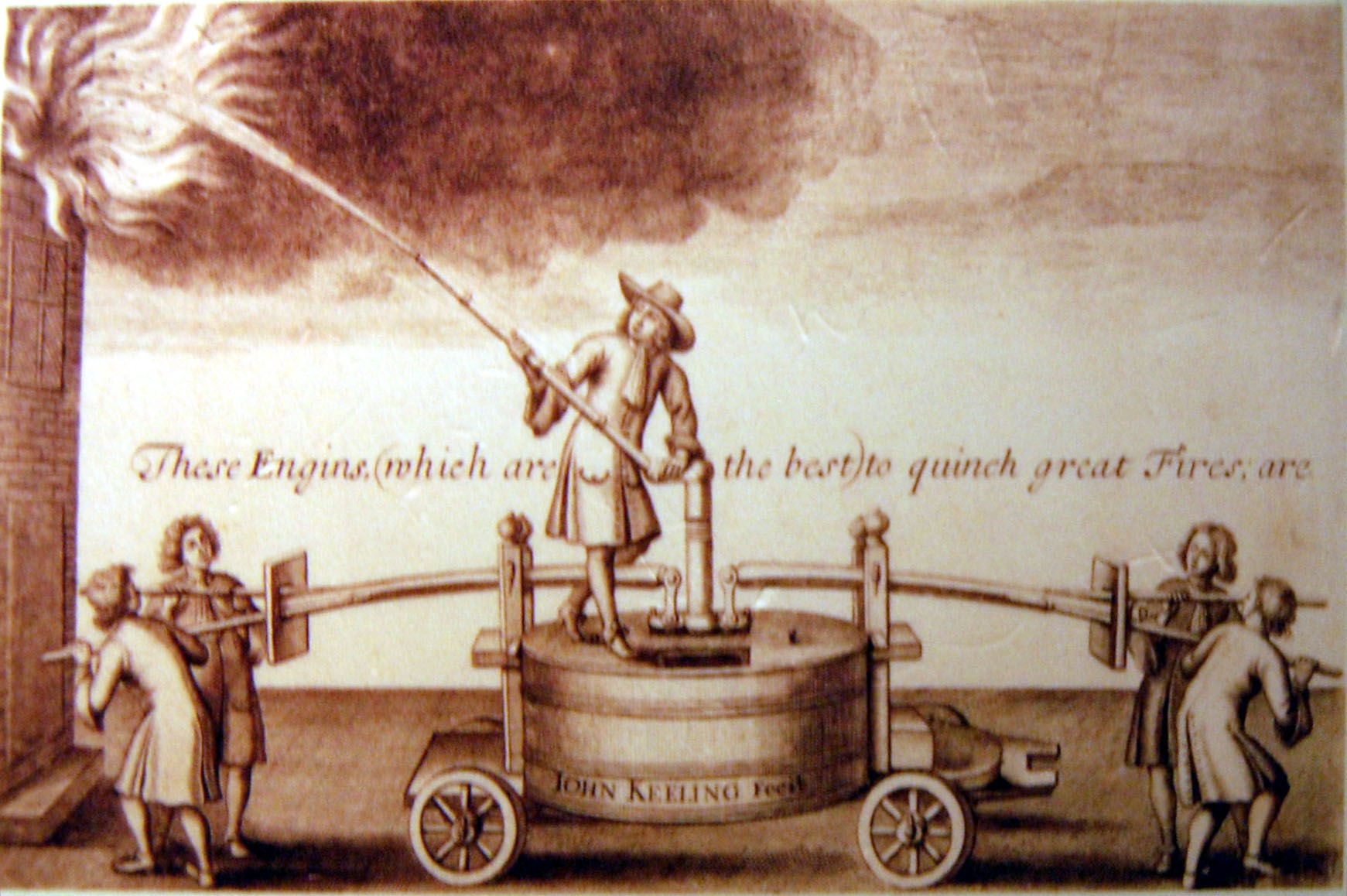
Véhicule de lutte contre les incendies dans les années 1670.

En Europe, la lutte contre l'incendie était à la charge des habitants eux-mêmes ou bien des corps non spécialisés (moines et religieux puis artisans et marchands et enfin corporation du bâtiment), Clotaire II rendant un édit au VIe siècle règlementant le service des gardes de nuit, Charlemagne créant un service obligatoire de veilleurs de nuit, mettant à l'amende ceux qui ne le remplissent pas. En France, cette tâche fut confiée successivement au guet royal, au guet bourgeois, aux magistrats communaux. Des ordonnances de police imposaient aux propriétaires d'avoir en permanence un muid d'eau près de leur porte, mais ne donnaient aucune indication quant aux dispositions à adopter en cas d'incendie.
Une cité de grande taille qui connut un tel besoin d'organisation pour lutter contre les incendies est la ville de Londres, qui connut d'importants incendies en 798, 982 et 989 ainsi que le grand incendie de Londres en 1666. Cet incendie, qui commença dans la boutique d'un boulanger consuma une surface d'environ 5 km2 de la ville, laissant dix mille personnes sans habitations.
Les premiers tuyaux d'incendie furent mis au point par l'inventeur néerlandais Jan Van der Heiden en 1672. Ils étaient fabriqués en cuir souple et assemblés tous les 15 mètres à l'aide de raccords en laiton. La longueur et les raccords ont donné naissance aux normes actuelles.
À la même époque, aux États-Unis, la ville de Jamestown, en Virginie, a été complètement détruite par un incendie au mois de janvier 1608. Un système de « surveillants » des incendies fut mis en place dans la ville de New York en 1648. Les surveillants avaient pour mission de patrouiller à travers la ville en inspectant les cheminées des bâtiments. Les tours de garde étaient réalisés par huit personnes, qui réveillaient les habitants pour combattre l'incendie, si nécessaire avec de simples seaux d'eau. À Boston, les importants incendies qui eurent lieu en 1653 et 1676 ont incité la ville à prendre d'importantes mesures pour lutter contre les incendies.
À la fin du XVIIe siècle apparaît la pompe à bras hippo-attelée ou tirée par plusieurs pompiers, les habitants devant organiser une chaîne humaine pour alimenter la pompe depuis un point d'eau (rivière, fontaine, puits).
C'est Louis XVI qui en 1776 créa le premier corps des pompiers. Il autorisa l’installation de pompes à feu pour approvisionner Paris en eau de manière régulière.
En 1716 c'est le premier pas vers une professionnalisation de cette activité, le premier corps de pompier de Paris appelé « Garde Pompe » est créé. Pour la première fois, éteindre un feu est considéré comme une mission de service public, et donc comme étant gratuit.
Puis en 1810, Napoléon 1er furieux contre les gardes pompes qui furent incapables de maîtriser l’Incendie de l'ambassade d'Autriche à Paris, confie la lutte contre le feu aux sapeurs-pompiers de sa garde Impériale. C’est ainsi que la sécurité incendie fut confiée aux militaires par décret du 18 septembre 1811. De là apparaît l’appellation de Sapeur-Pompier.
Par décret du 11 janvier 1852 qui impose à chaque commune la conservation de son corps de Sapeurs-Pompiers. Et le 14 juin imposition d’un uniforme commun pour l’ensemble de la France.
En 1925 les pompiers sont désarmés, ils perdent leur qualité militaire (sauf Paris et Marseille) et dépendent désormais du Ministère de l’Intérieur. À partir de là, les communes doivent assurer le service d’entretien des services d’incendie et de secours.

### Révolution industrielle

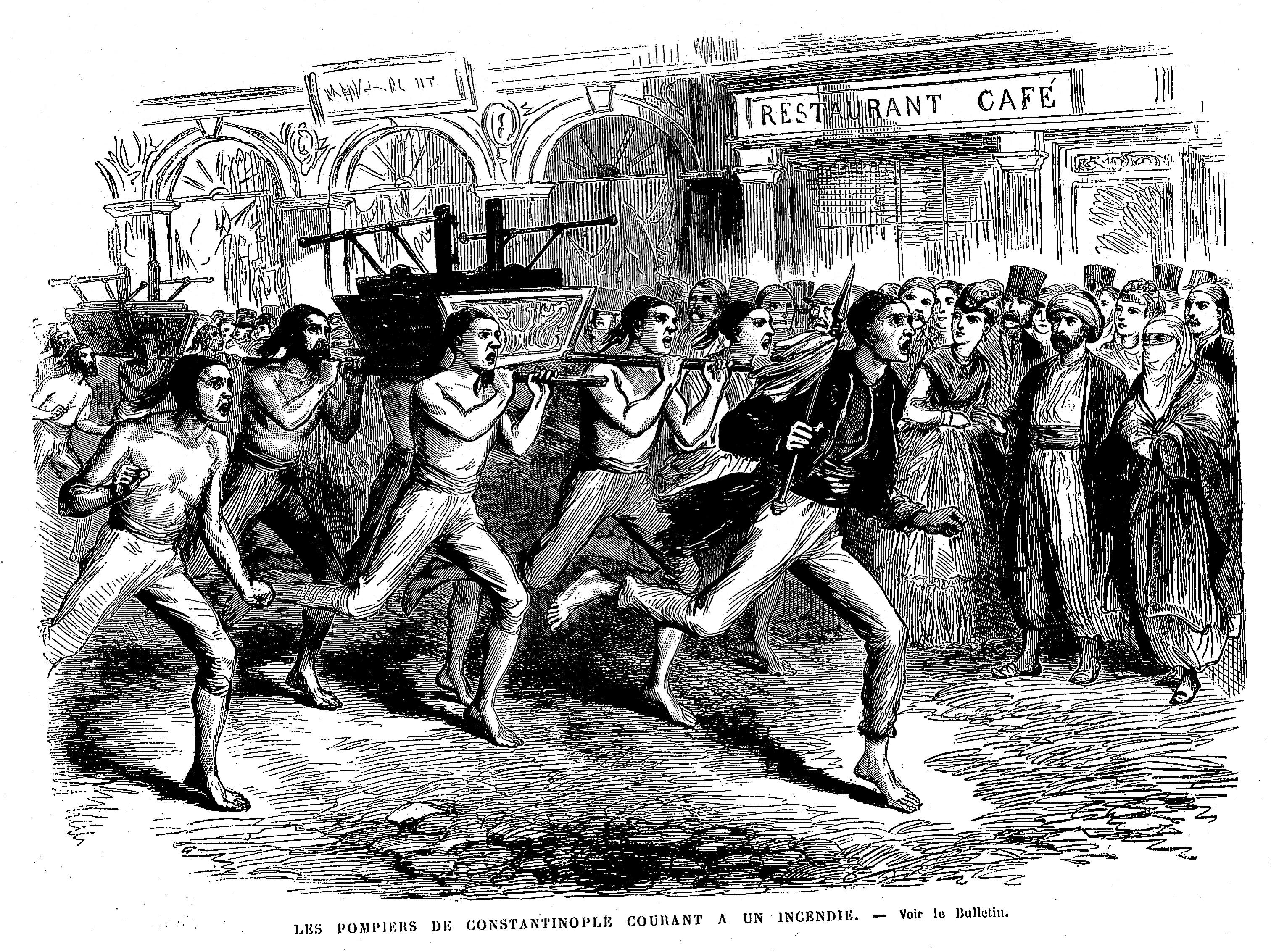
Les pompiers de Constantinople courant à un incendie en 1874.

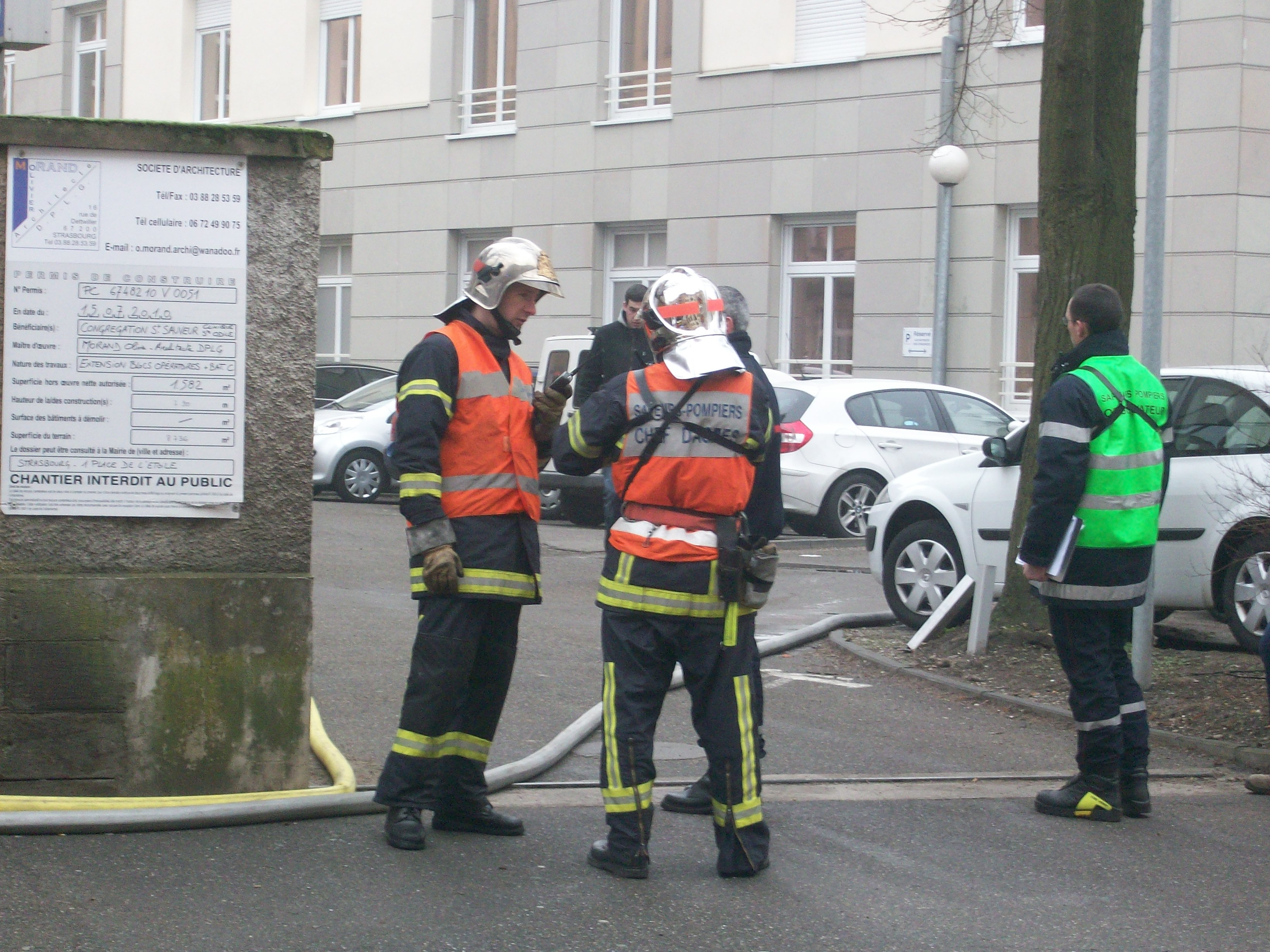
Pompiers français à Strasbourg.

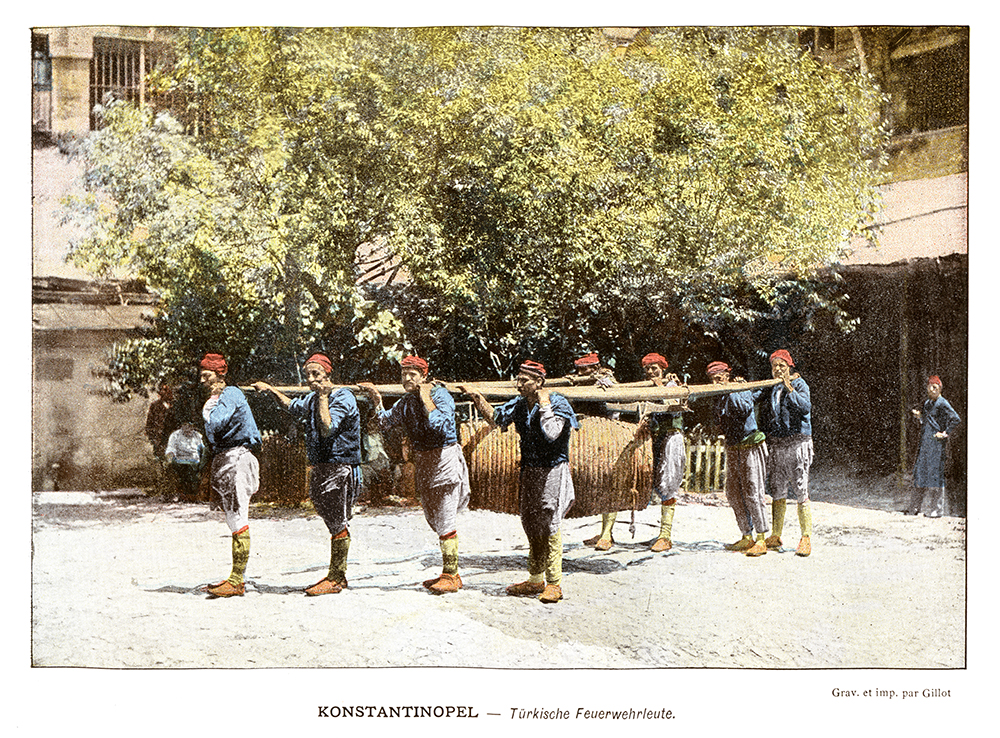
Pompiers à Constantinople vers 1890

La pompe à incendie fut développée par le londonien Richard Newsham en 1725. Amenées telles des chariots jusqu'au lieu de l'incendie, ces pompes manuelles étaient servies par des équipes de plusieurs hommes et pouvaient délivrer jusqu'à 12 litres d'eau par seconde et ce jusqu'à une hauteur de 40 mètres.
Benjamin Franklin créa en 1736 à Philadelphie la Union Fire Company, première compagnie de volontaires en Amérique. Il n'y eut pas de pompiers salariés à plein temps en Amérique avant les années 1850. Même après la formation de compagnies de pompiers professionnels aux États-Unis, les problèmes de désaccords et de maîtrise de la répartition des territoires existaient encore. Les compagnies de New York furent réputées pour envoyer des coureurs portant de grands tonneaux permettant de recouvrir les bouches d'incendie avant l'arrivée des pompes à incendies. Des combats éclataient couramment entre les coureurs et les compagnies de pompiers correspondantes, afin d'avoir le droit de combattre le feu et, ainsi, d'obtenir l'argent qui était donné à la compagnie qui avait combattu l'incendie.
À la suite de l'incendie de l'ambassade d'Autriche à Paris de 1810, où périt Pauline von Schwarzenberg, la belle-sœur de l'ambassadeur, Napoléon Ier créa le premier corps professionnel de sapeurs-pompiers. Il organisa les pompiers de Paris sous la forme d'un corps militaire par le décret du 18 septembre 1811. C'est depuis ce décret que le terme sapeur-pompier est utilisé officiellement.
Au Royaume-Uni, la première compagnie organisée de pompiers fut créée à Édimbourg, Écosse, lors de la fondation des établissements Edinburgh Fire Engine Establishment en 1824 par James Braidwood. Londres suivit en 1832 avec les établissements London Fire Engine Establishment.
Le premier camion à vapeur hippomobile pour le combat contre le feu a été inventé en 1829, mais il ne fut pas accepté dans la lutte contre les incendies avant l'année 1860, puis il fut encore oublié pendant deux autres années. Les pompes à incendie à moteur à combustion interne arrivèrent en 1907. Construites aux États-Unis, elles menèrent au déclin et à la disparition des moteurs à vapeur vers 1925.

### Époque actuelle
En France, en 1976, l'autorisation pour les femmes d’intégrer les corps de sapeurs-pompiers est prononcée.
Actuellement, le combat contre le feu demeure l'attribution des sapeurs-pompiers, qu'ils soient militaires, professionnels, volontaires ou employés par des firmes privées. Typiquement, les services du feu des secteurs ruraux ou à faible densité de population se composent essentiellement de volontaires tandis que les pompiers professionnels dominent dans les villes et les secteurs urbains, avec parfois des exceptions locales.

## Missions
Les pompiers effectuent différents types de missions dont la plus connue reste la lutte contre l'incendie (mais qui ne représente néanmoins qu'environ 7 % des interventions en France). Globalement, on peut dresser la liste suivante de missions qui incombent aux pompiers, bien que celle-ci puisse varier selon les pays :
- les premiers secours ;
- la lutte contre les incendies urbains ou de forêts ;
- les sauvetages d'êtres humains et d'animaux ;
- les interventions pour catastrophes naturelles (inondations, tempêtes…) ;
- les divers types de pollutions (port, route...) ;
- la prévention en matière d'incendie ou d'accidents.

Certaines missions très spécifiques sont déléguées à des spécialistes. C'est le cas par exemple des groupes de reconnaissance et d'intervention en milieu périlleux (GRIMP) spécialement formés pour intervenir dans des milieux (généralement dans des cages d'escaliers ou façades pour l'évacuation de victimes, pour la sécurisation de quelque chose...) difficiles d'accès.
Vu la diversité de la nature des missions, les pompiers sont parfois appelés « techniciens du risque »[réf. souhaitée].

## Organisation
Les services des pompiers sont disponibles 24 h sur 24, 7 jours sur 7 suivant les casernes. Les hommes du feu entreposent leur matériel dans des casernes. Celles-ci se composent soit de professionnels, soit de volontaires, soit les deux. Elles peuvent être habitées ou non par les agents.

### Hiérarchie

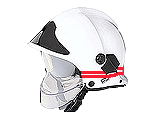
Dans certains pays les grades se portent aussi sur le casque, comme ici celui d'un capitaine, en Belgique.

Les pompiers ont adopté le système de grades, souvent sur le modèle militaire. On distingue quasiment dans tous les pays le même schéma calqué donc sur celui des armées : hommes du rang, sous-officiers et officiers.

## Statuts par pays

### Canada

#### Québec
Le pompier est généralement un employé salarié d'une municipalité ou d'une ville.
Pour avoir le droit d'exercer ce métier, il faut posséder au minimum la formation « Pompier I » de l'École nationale des pompiers du Québec (ENPQ) (villes de 5 000 à 25 000 habitants) ou « Pompier II » (villes de 25 000 à 200 000 habitants).
Pour pouvoir travailler dans une ville de plus de 200 000 habitants, il existe des formations académiques :
- Le diplôme d’études professionnelles (DEP) en intervention en sécurité incendie[11] est obligatoire ;
- Le diplôme d’études collégiales (DEC) en techniques de sécurité incendie[12] est demandé en plus du premier par certaines grandes villes.

### Espagne
| - Échelle pivotante automatique des Sapeurs-Pompiers de Valladolid - Sapeur-Pompier de Valence dans Fallas |

En Espagne, les pompiers sont principalement des professionnels, mais il y a aussi des pompiers volontaires. Les pompiers professionnels sont des fonctionnaires, employés par les municipalités, provinces ou Communautés autonomes d'Espagne, mais dans certains endroits, ce service est délégué à des entreprises privées qui a l'obligation de prêter cette service pour ses fonctionnalités, comment raffineries ou ports.
Le service de pompiers est généralement géré, dans la majeure partie du territoire national espagnol, par les conseils provinciaux, qui sont ceux qui sont compétents en la matière. Les communes de plus de 20 000 habitants ont également l'obligation de disposer de leur propre corps de sapeurs-pompiers, ou de conclure des accords avec les conseils provinciaux afin qu'ils fournissent leurs services. Cependant, il existe des exceptions comme la Brigade de Sapeurs-Pompiers de la Généralité de Catalogne, qui fournit ses services sur tout le territoire catalan, à l'exception de Barcelone, qui pour des raisons historiques dispose de son propre service de pompiers; en Catalogne, c'est la Communauté Autonome qui assure le service car les provinces et les communes ont cédé leurs compétences par la loi.
Il y a aussi des Communautés Autonomes, telles que Asturies, Cantabrie, Madrid, La Rioja, Navarre ou Murcie qui n'ont qu'une seule province, donc les pompiers sont de la Communauté Autonome elle-même, car il n'y a pas de conseil provincial, qui a les pouvoirs, qui dans ces cas sont transférés directement au gouvernement régional.
Généralement, en Espagne, ce sont les corps de sapeurs-pompiers qui ont également le contrôle de la protection civile dans leurs démarcations.

### France

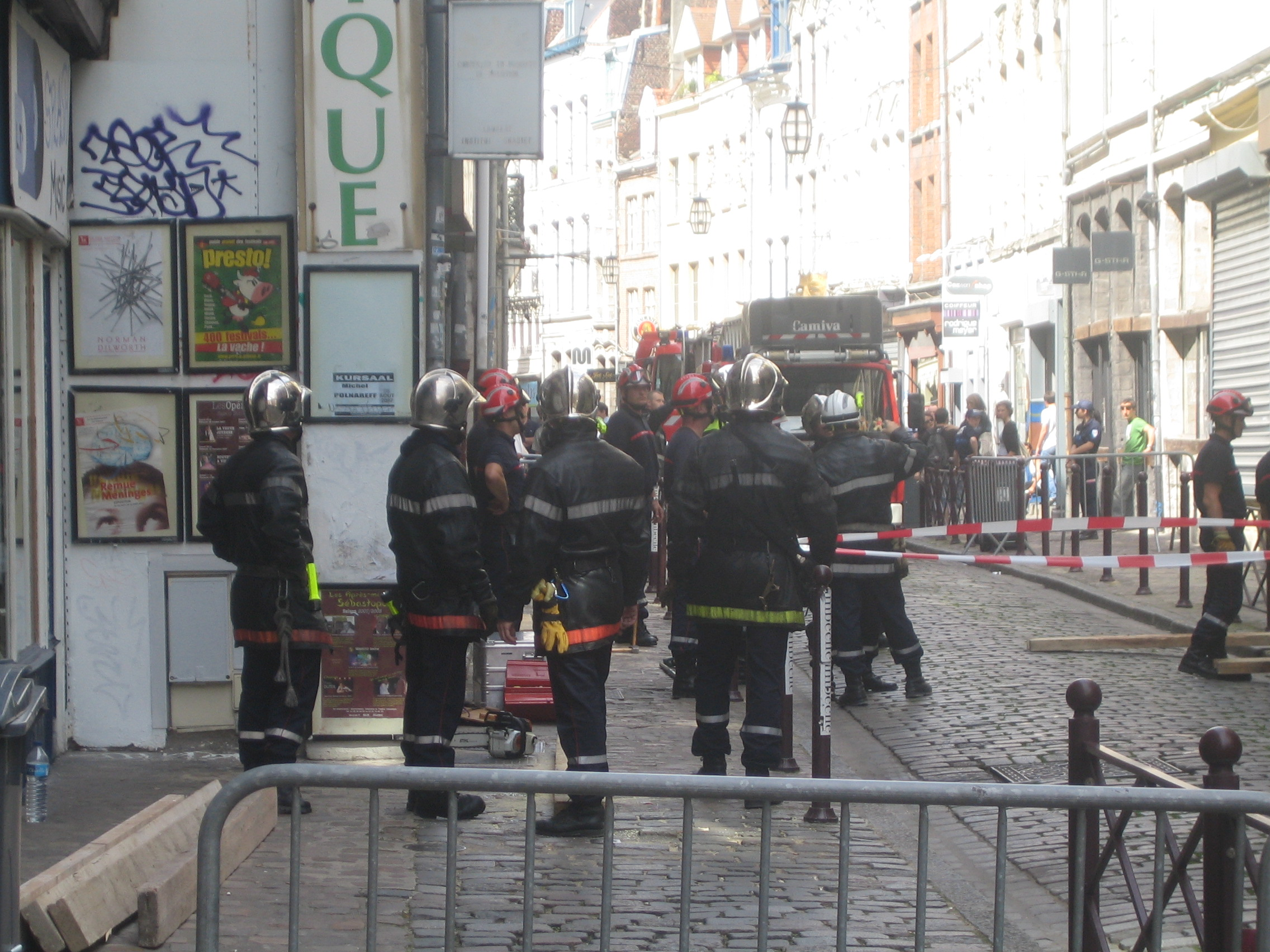
Pompiers français à Lille.

En France, en 2025, on compte 249.700 pompiers. 196.600 pompiers sont des pompiers volontaires (80 %). Les pompiers professionnels sont généralement des fonctionnaires, employés par l'État ou les collectivités territoriales (municipalités, départements, régions…), Ils sont 41.000. Les pompiers militaires sont 12.200. Mais dans certains endroits, ce service public est délégué à des entreprises privées.
Deux villes de France sont protégées par des pompiers militaires : Paris et sa petite couronne par la brigade de sapeurs-pompiers de Paris (BSPP) et Marseille par le bataillon de marins-pompiers de Marseille (BMPM).
Certaines entreprises possèdent également du personnel de lutte contre l'incendie, notamment pour les activités à risque (usines chimiques, installations nucléaires). Ce personnel peut être volontaire ou professionnel.
Les pompiers ont le devoir d’assurer un service minimum au nom de la continuité du service public et ne peuvent donc mener de grèves impliquant une cessation du travail. Ils réduisent en conséquence leurs moyens d’action à des banderoles devant leur caserne, des slogans peints sur leurs véhicules ou en portant un brassard sur lequel apparait le mot « gréviste ».

### Italie

#### Vallée d'Aoste
Dans la région autonome Vallée d'Aoste, le corps valdôtain des sapeurs-pompiers remplace le corps national italien des sapeurs-pompiers le 1er janvier 2000 en vertu de la loi régionale nº7/1999. À la suite de ce changement, le personnel dépend de la région autonome Vallée d'Aoste, et non plus du Ministère de l'Intérieur.

### Luxembourg
Au Luxembourg, les pompiers sont majoritairement volontaires, à l'exception de ceux de la ville de Luxembourg et de l'aéroport de Luxembourg-Findel. Ils sont tous regroupés depuis 2018 au sein du Corps grand-ducal d'incendie et de secours, qui inclut aussi la protection civile.

## Effectifs nationaux
Dans le tableau ci-dessous, en effectifs totaux. Pour la distinction entre professionnels à plein temps et volontaires à temps partiel, le pourcentage de l'effectif total est indiqué entre parenthèses.
| Pays                         | Nombre total | Professionnels | Volontaires   | Note |
| ---------------------------- | ------------ | -------------- | ------------- | --- |
| Allemagne                    | 1 383 730    | 24 000         | 1 300 000     | en plus : env. 30 à 40 000 pompiers d'entreprise                                                                |
| Autriche                     | 247 227      |                |               | |
| Belgique                     | 17 000       | 5 000          | 12 000 (70 %) | |
| Danemark                     | 6 500        | 1 700          | 3 400         | dont 1 400 conscrits ; service municipal concédé à l'entreprise Falck dans 2/3 des communes                     |
| France (2019)                | 249 700      | 53 100         | 196 600       | parmi les 53 206 professionnels : 41 000 civils et 12 200 militaires (BSPP, BMPM, UIISC 1, UIISC 5 et UIISC 7). |
| Luxembourg                   | 8 474        | 200            | 8 274         | |
| Pays-Bas                     | 26 512       | 4 253          | 22 259 (85 %) | |
| Angleterre et Pays de Galles | 58 000       | 35 500         | 16 500        | 15 000 pro à temps partiel et 1 500 volontaires                                                                 |
| Slovénie                     | 60 860       | 860            | 60 000        | |
| Suisse                       | 107 800      | 1 400          | 106 000       | en plus : env. 400 pompiers d'entreprise (statistiques 2007)                                                    |

Le tableau ci-dessous présente les effectifs ramenés à la population des pays, exprimés en nombre de pompiers pour 100 000 habitants. Ces statistiques permettent de comparer les organisations mais ne doivent pas servir à comparer les corps tels quels. Ainsi, un nombre élevé de pompiers par habitant ne signifie pas qu'ils sont peu efficaces, mais par exemple que la densité de population est faible (il faut des casernes pour intervenir rapidement mais le secteur couvre peu d'habitations), ou encore un fort taux de pompiers volontaires peut marquer une forte implication de la population dans la sécurité civile (entraide et solidarité).
| Pays                         | Nombre total | Professionnels | Volontaires  |
| ---------------------------- | ------------ | -------------- | ------------ |
| Allemagne                    | 1 676        | 29             | 1 575 (94 %) |
| Autriche                     | 3 033        |                |              |
| Belgique                     | 164          | 48             | 115 (70 %)   |
| Danemark                     | 120          | 31             | 63 (52 %)    |
| France                       | 382          | 65             | 317 (85 %)   |
| Luxembourg                   | 2 081        | 40             | 2 041 (98 %) |
| Pays-Bas                     | 164          | 26             | 138 (85 %)   |
| Angleterre et Pays de Galles | 110          | 67             | 31 (28 %)    |
| Slovénie                     | 3 043        | 43             | 3 000 (99 %) |
| Suisse                       | 1 638        | 19             | 1 613 (98 %) |

## Risques pour la santé

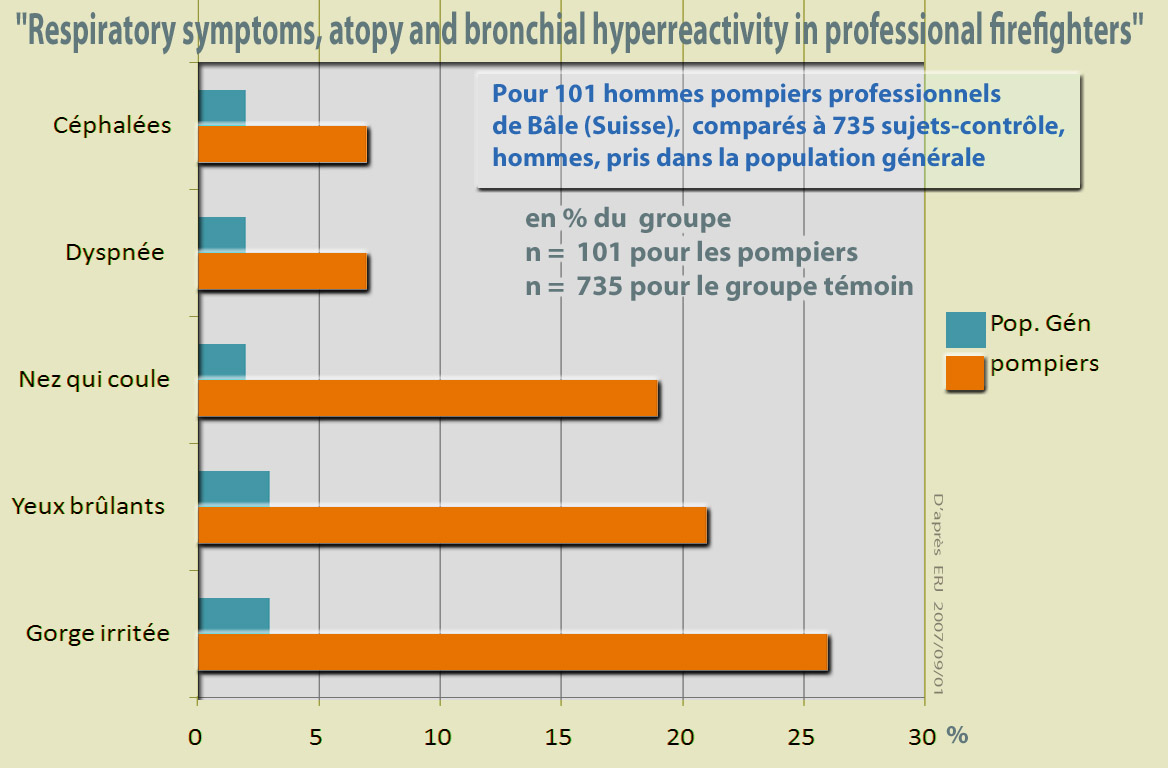
Les pompiers, exposés aux fumées et à divers polluants, sont beaucoup plus affectés par certains symptômes respiratoires que la moyenne

Les cancers d’origine professionnelle chez les pompiers sont une source importante de préoccupation pour la santé au travail. Chaque année, ces lésions occasionnent des coûts humains et financiers importants pour les travailleurs et les employeurs. Il est délicat, en l’absence d’études épidémiologiques de long terme, d’établir un lien entre l’apparition d’un cancer et les caractéristiques de l’emploi, mais de récentes revues critiques de littérature épidémiologique reliée à la question des risques de cancer chez les pompiers ont été publiées.
Des études moyennement robustes en termes de puissance statistique semblent également confirmer une fréquence fortement accrue de problèmes de santé respiratoire chez les pompiers professionnels. Par exemple, chez 101 hommes pompiers professionnels de Bâle (Suisse), comparés à 735 sujets-contrôle, hommes, pris dans la population générale, et suivis par une étude suisse sur la pollution atmosphérique et les maladies respiratoires des adultes, les données d'un questionnaire standardisé, de la spirométrie, de tests cutanés et de tests de provocation bronchique à la méthacholine concluent à une fréquence très supérieure de symptômes respiratoires au travail (yeux brûlants (21 contre 3 %), nez qui coule (19 contre 2 %), irritation de la gorge (26 contre 3 %), toux (28 contre 3 %), dyspnée (7 contre 2 %) et céphalées (25 contre 3 %). L'atopie était présente chez 51 % des pompiers, pour 32 % dans le groupe témoin (alors que les pompiers étaient moins nombreux à être fumeurs ou anciens fumeurs, et que lorsqu'ils étaient fumeurs, ils fumaient moins de cigarettes par jour). Une hyperréactivité à la métacholine était plus de deux fois plus fréquente que dans le groupe de contrôle, sans qu'aucun lien avec une exposition aigüe ou la durée de l'emploi n'ait été montré. Il est impossible de savoir si ces résultats étaient présents au moment du recrutement ou développés après l'adhésion à la main-d'œuvre, précisent les auteurs de l'étude.
Enfin, les tissus modernes, les plastiques, les mousses de meubles et literies, et les matériels électriques et électroniques qui brûlent libèrent dans l'air (et dans l'environnement via les eaux d'extinction) outre de nombreux composés toxiques, des quantités significatives d'agents ignifugeants. Une étude suédoise a mesuré les taux de PBDE dans l'organisme de différentes catégories de travailleurs, montrant que les recycleurs de déchets électriques et électroniques étaient particulièrement touchés. Certains de ces agents ignifuges bromés sont des perturbateurs endocriniens avérés, agissant à très faible dose.

## Risques pour la santé psychologique
Le métier de pompier comporte également des risques sur la santé psychologique. Au quotidien, les pompiers sont exposés à des situations difficiles émotionnellement. Bien qu’ils soient formés pour ce genre de situations, les impacts sur la santé psychologique sont réels et les cas de stress post-traumatique sont en hausse. Les pompiers sont constamment confrontés à des situations stressantes qui mettent leur vie, celle de leurs collègues ou celle de citoyens en danger. Toutefois, ils ont accès à des psychologues pour les aider à passer au travers des interventions plus difficiles. Il y a aussi des débriefings en groupe pour extérioriser les ressentis des derniers événements choquants. Les pompiers refoulent inconsciemment les émotions/images associées aux interventions traumatisantes qu’ils ont vécues : c’est un mécanisme de défense.
Les pompiers doivent agir dans l’urgence pour sauver des vies et les situations sont souvent uniques. Il peut y avoir des similitudes avec d’autres situations ce qui peut les aider à prendre des décisions, mais rien n’est prévisible. Ils doivent donc intervenir rapidement, souvent sans pouvoir analyser l’ensemble des éventualités, ce qui représente un énorme facteur de stress au quotidien. Le manque de sommeil est aussi un facteur de risque important. Les pompiers peuvent passer des heures, voire une nuit complète sur une intervention. Il peut parfois même leur arriver de devoir repartir sur une autre intervention sans temps de récupération entre les deux.

## Équipements de protection

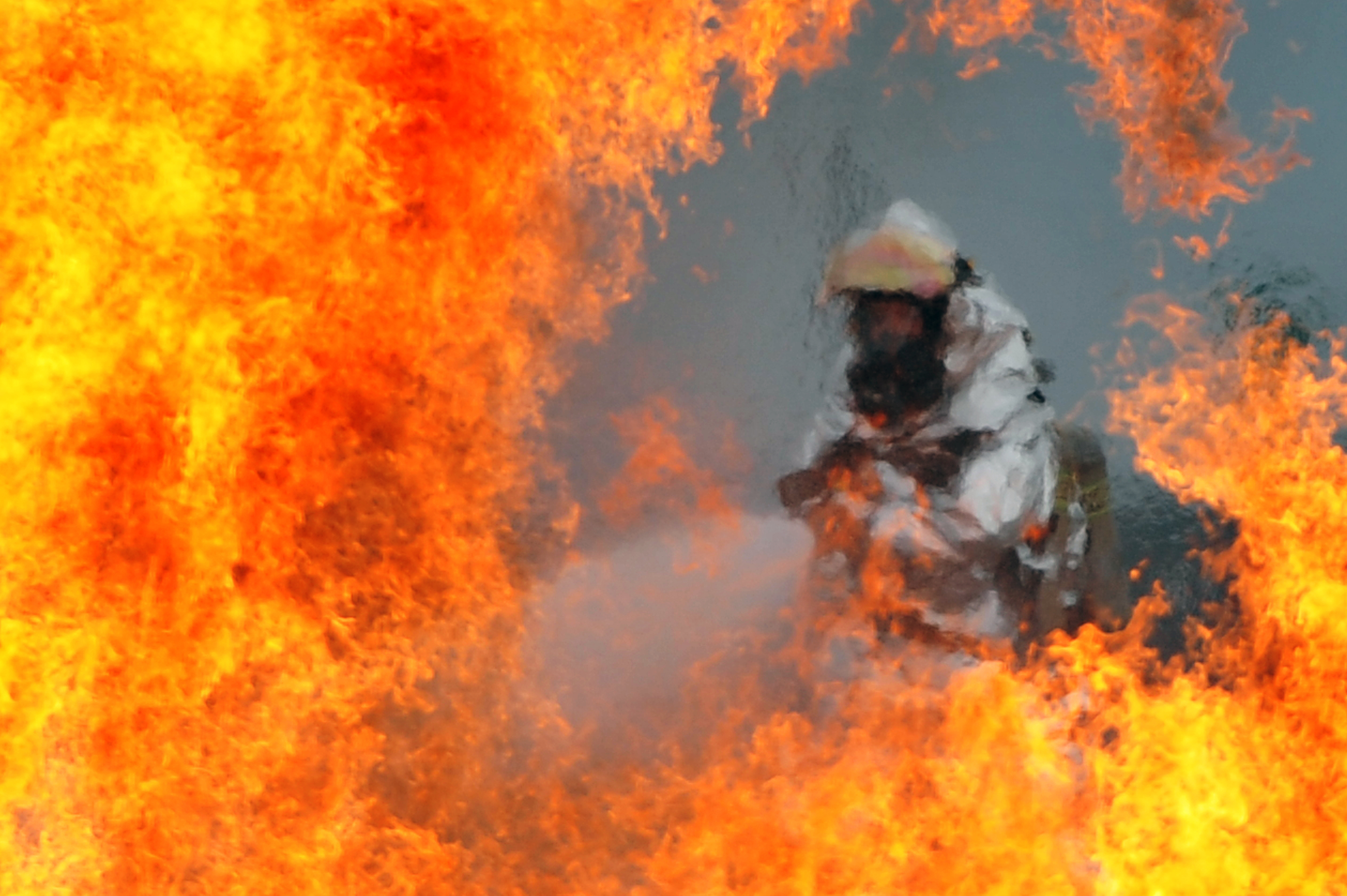
Pompier de l'US Air Force en train de s'entraîner avec une tenue aluminée autonome, équipement de protection individuelle spécialement adapté aux feux d'hydrocarbures.

Les risques de l'activité rendent indispensable l'utilisation d'équipements de protection individuelle. Les tenues les plus modernes se composent de vêtements proches du corps (chemise et pantalon) ignifugés, et d'une veste de protection textile (parfois encore en cuir) et d'un surpantalon particulièrement résistants. La présence d'une couche d'air entre les vêtements et les survêtements est importante pour ralentir la progression de la chaleur (effet isolant).
Le surpantalon, la veste de protection, le casque, les bottes et les gants doivent protéger contre les dangers suivants :
- chaleur et feu (incendie) : les vêtements doivent être ignifugés, stables, ralentir la progression de la chaleur vers la peau, empêcher la pénétration de vapeur (générée par l'arrosage du feu) et couvrir la totalité de la peau ; cette protection contre la chaleur est assurée par la fibre du tissu et la couche d'air située entre le pantalon et le surpantalon. En effet, une tenue de casernement doit impérativement être portée en dessous de la tenue feu (tenue d'intervention)
- risque mécanique : déchirure, abrasion ;
- chimique : empêcher la pénétration de liquides et résister aux principaux agents agressifs (comme l'acide chlorhydrique et la soude) ;
- risque de coup de chaleur et de déshydratation : évacuation de la chaleur et de la transpiration générées par l'effort ;
- électrique : possibilité de contact accidentel avec des fils mis à nu ;
- visibilité de nuit : les vêtements comportent des couleurs vives et des bandes rétroréfléchissantes.

Le casque doit en outre protéger contre les chocs. Les pompiers portent également un appareil respiratoire isolant (ARI) se composant d'un masque facial transparent couvrant tout le visage et relié à une bouteille d'air comprimé avec détendeur.
Les bottes doivent maintenir la cheville (pour éviter les entorses), avoir des semelles antidérapantes, anti-acide et anti-perforation, ainsi qu'une coque anti-écrasement.
Pour les interventions spéciales, une tenue adaptée est d'application :
- une tenue aluminée, protégeant du rayonnement de certains types de feux (hydrocarbures ou gaz). La version lourde (complètement étanche et autonome) permet également de traverser les flammes pendant quelques dizaines de secondes ;
- une tenue de protection contre les hyménoptères (guêpes, abeilles, etc.) ;
- une tenue anti-gaz (dans certains pays, lors de fuite de gaz) ;
- une tenue chimique, protégeant des agents chimiques ou biologiques nocifs. Elle peut être lourde (complètement étanche et autonome) ou légère (ne protégeant que des projections) ;
- une tenue de radioprotection contre les poussières et liquides radioactifs ;
- une tenue de tronçonnage ;
- une tenue d'escalade (pour les groupes spécialisés) ;
- une tenue de plongée (pour les groupes spécialisés).

## Véhicules typiques

Différents véhicules d'intervention
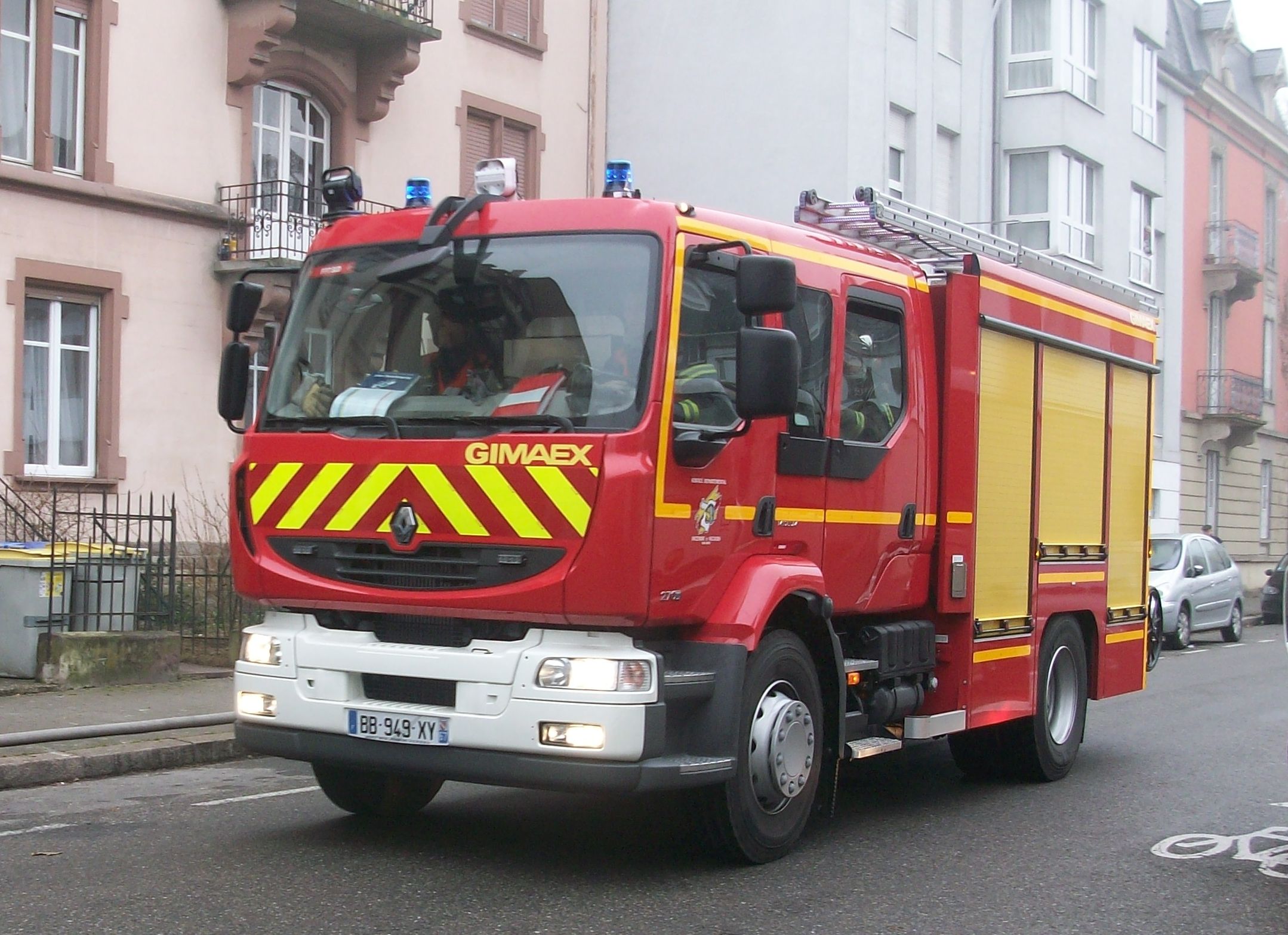
Fourgon pompe-tonne en France (aussi appelé autopompe ailleurs).
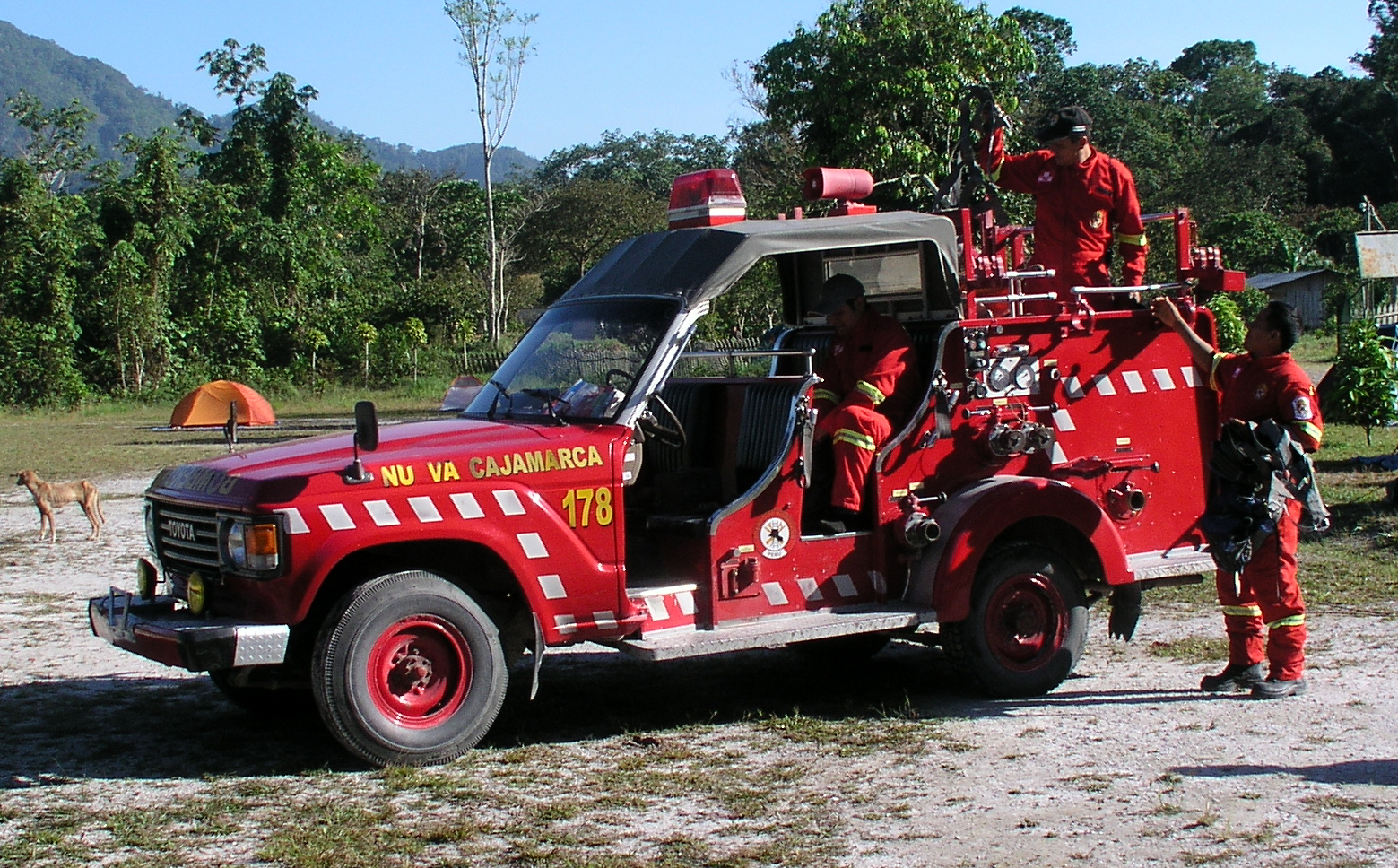
Véhicule léger des pompiers de Nueva Cajamarca, San Martin, Pérou.
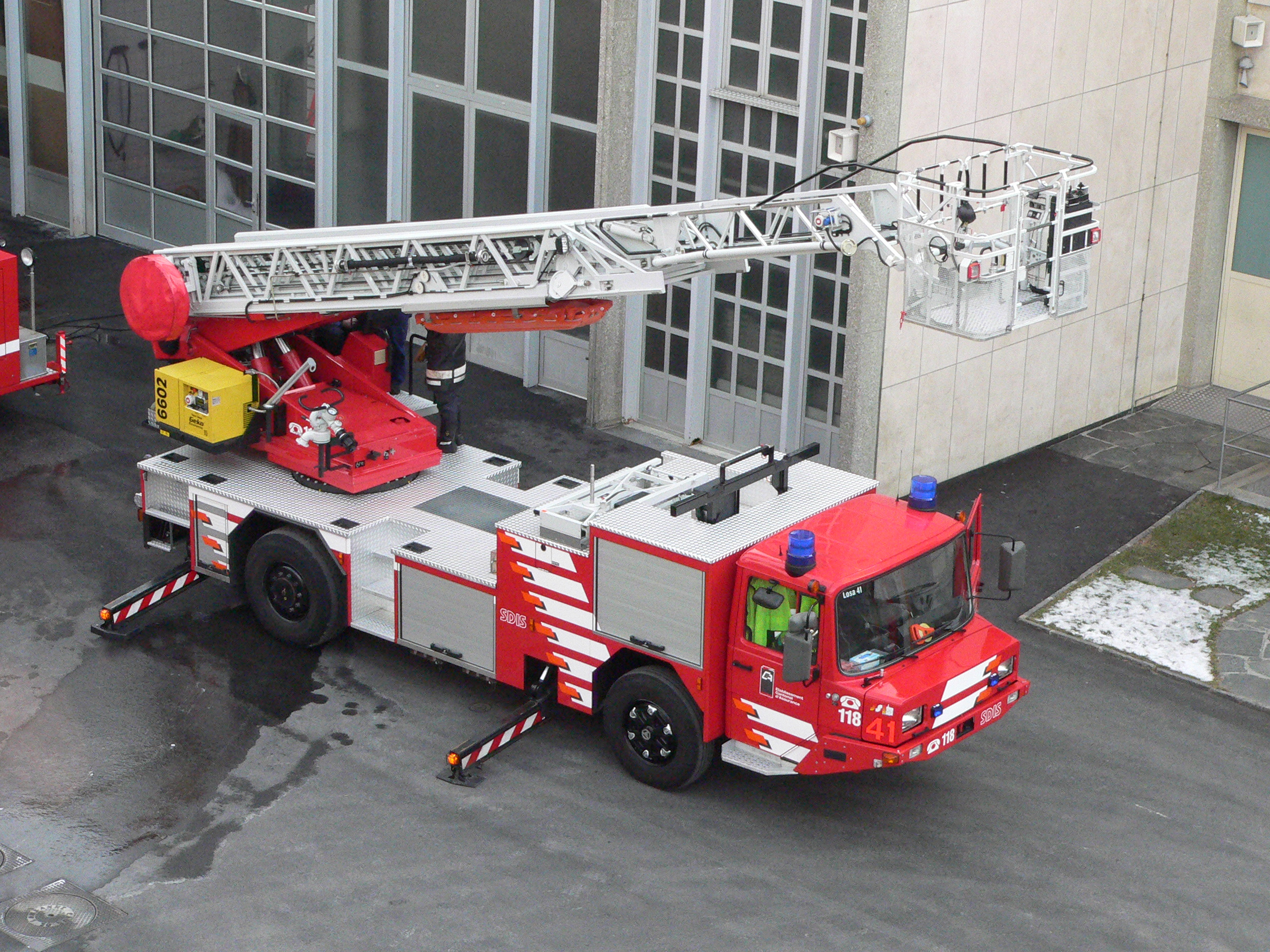
Grande échelle, en Suisse.
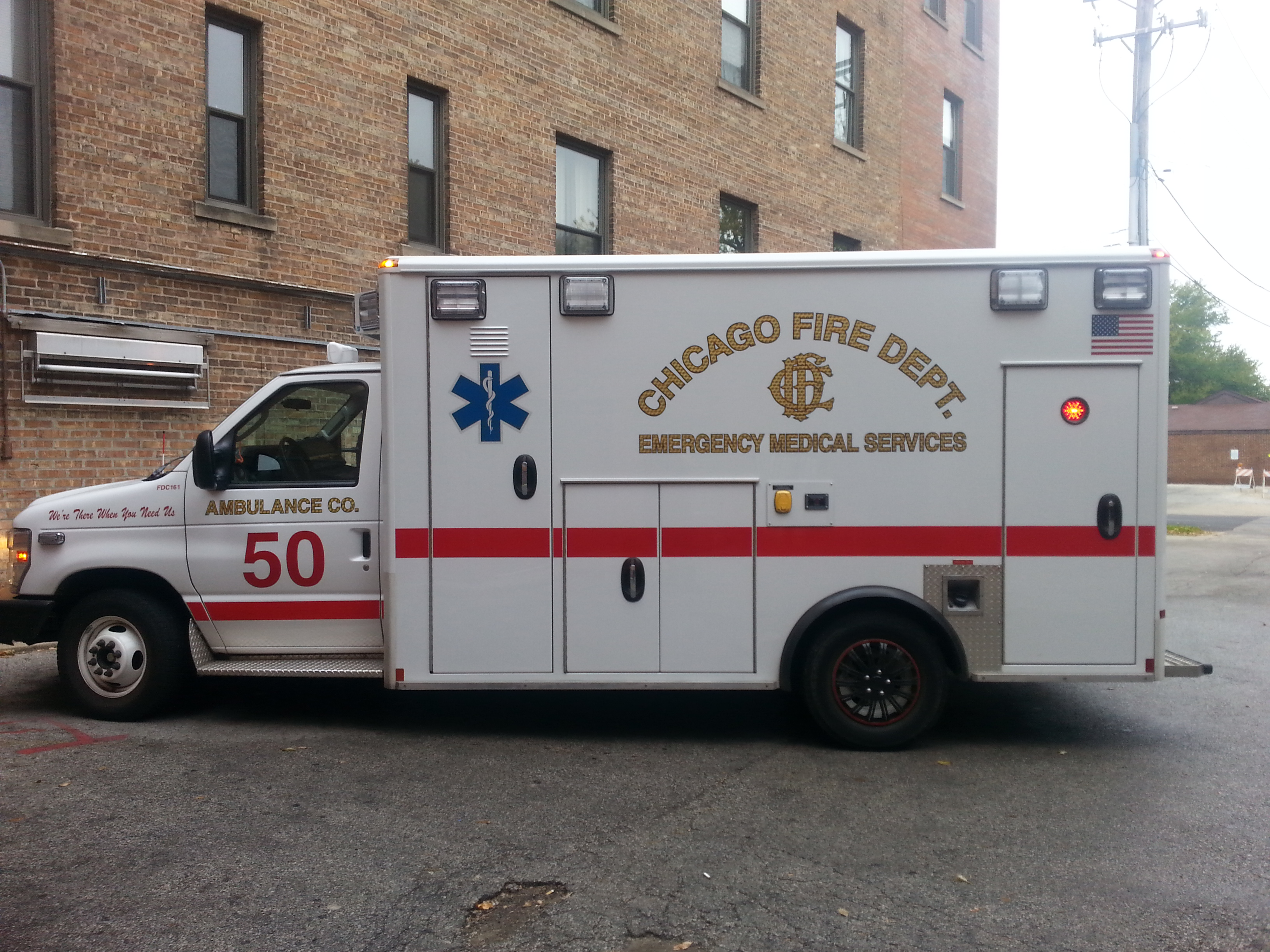
Ambulance du CFD à Chicago, aux États-Unis.
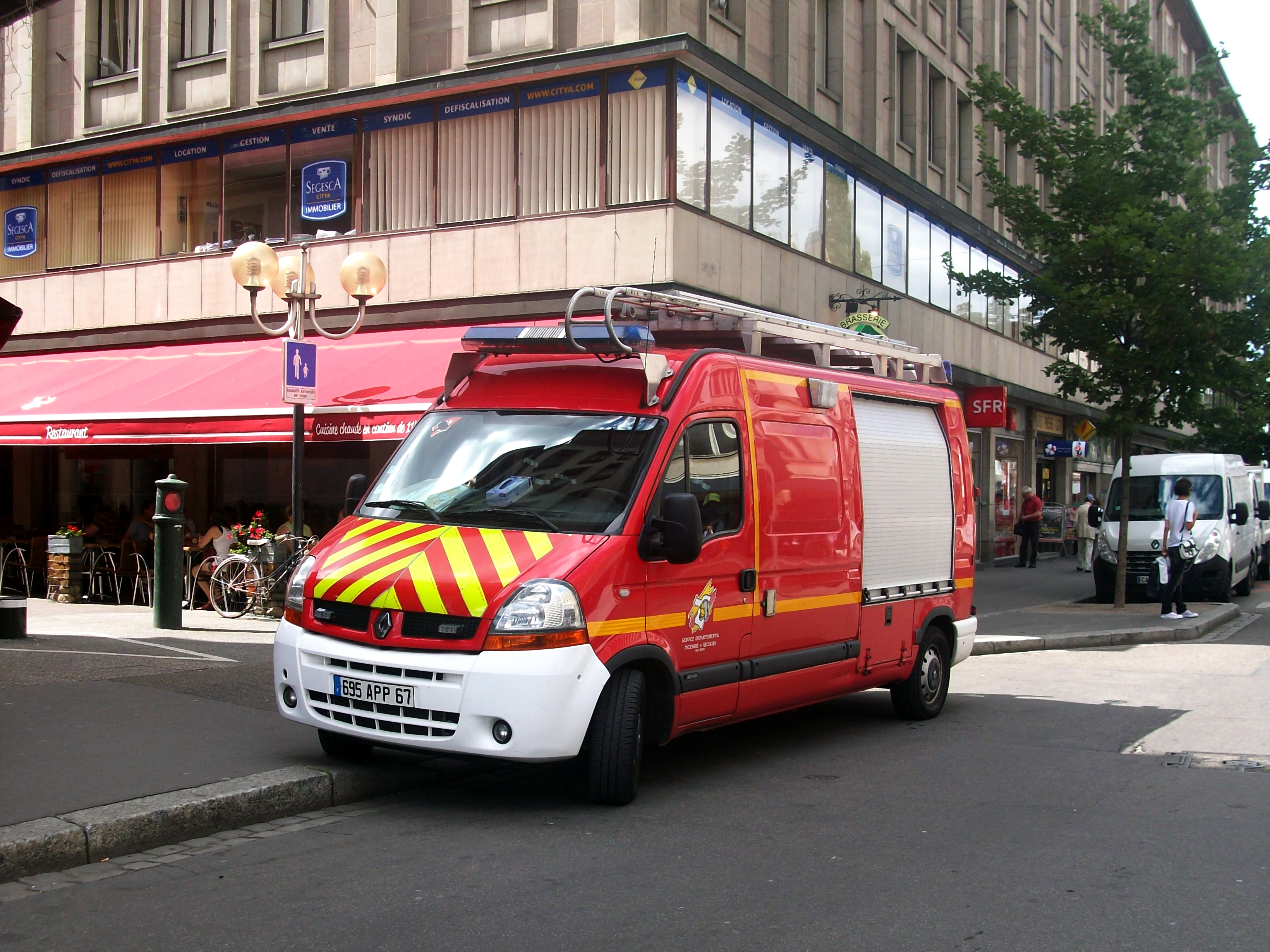
Véhicule tout usage en France.
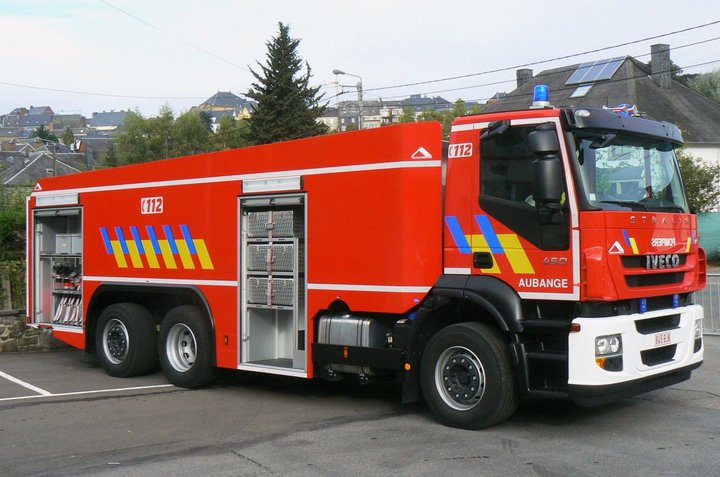
Camion citerne de 14 000 litres des pompiers belges.

## Avertisseurs spéciaux

### En France
Les avertisseurs spéciaux des véhicules sont sonores et lumineux. Ils comportent des gyrophares bleus tournant sur le toit ainsi que des feux de pénétration entre les feux de croisement (toujours allumés lors des interventions de jour comme de nuit) à l'avant du véhicule. Ces derniers ne s'allument que lorsque le frein à main est retiré et les gyrophares en fonction. L'avertisseur sonore appelé deux tons est utilisé pour avertir les usagers de la route qu'il faut laisser passer le véhicule de secours car il y a un départ en intervention. les véhicules sont également munis à l'arrière de feux clignotants orange (feux de protection) au-dessus des portes lorsque le véhicule est à l'arrêt frein à main enclenché dans le sens de circulation.

## Filmographie

### Films
- Allemagne
  - Prisonniers des flammes, 2007, de Rainer Matsutani
- Belgique
  - Une sirène dans la nuit, 1998, de Luc Boland, avec Roland Magdane
- États-Unis
  - Charlot pompier (The Fireman), Charlie Chaplin, 1916
  - La Tour infernale, 1974 de John Guillermin et Irwin Allen.
  - Pompier de charme, 1986, de Robert Michael Lewis, avec Nancy McKeon.
  - Backdraft, Ron Howard, 1991 avec Kurt Russell
  - Superfire, l'enfer des flammes, 2002
  - Piège de feu (Ladder 49), 2004, de Jay Russell avec Joaquin Phoenix et John Travolta.
- France
  - La Bataille du feu (film, 1949).
  - L'Alerte rouge (1991), deux téléfilms sur des pompiers volontaires dans des feux de forêts dans le Vaucluse.
  - Dans un camion rouge (2006), documentaire.
  - Brasier, téléfilm d'Arnaud Sélignac, diffusé sur M6 le 25 mai 2005.
  - Les Hommes du Feu (film, 2017)
  - Sauver ou périr (2018)
  - Notre-Dame brûle (2022)

### Séries télévisées
- Allemagne
  - 112 Unité d'urgence (112, Sie retten dein Leben), 2008, 104 épisodes, production toujours en cours.
- Belgique
  - Alfa Papa Tango, 1990, série néerlandophone sur les pompiers de Bruxelles.
- Canada
  - Caserne 24, 1998, série francophone.
- États-Unis
  - Alerte rouge
  - New York 911
  - Rescue Me : Les Héros du 11 septembre
  - Chicago Fire, 2012
  - Grey's Anatomy : Station 19, 2018
  - 9-1-1, 2018
- France
  - SOS 18, diffusée sur France 3 en 2003 et 2004 et en février 2006.
  - Premiers Secours, projet de série télévisée sur la Brigade des Sapeurs-pompiers de Paris, épisode pilote diffusé sur TF1 le 23 février 2005
  - Ligne de feu
  - : leur vie en direct, diffusé par TFI et NTI en 2017
- Royaume-Uni
  - Sam le pompier (Firemen Sam), 1985, série galloise pour enfants
  - La Brigade du courage (London's Burning), 1998, diffusé au Royaume-Uni de 1988 à 2002 (122 épisodes)

## Bandes dessinées
- Les Pompiers (bande dessinée), série humoristique.